# USS LST-537
O USS LST-537 foi um navio de guerra norte-americano da classe LST que operou durante a Segunda Guerra Mundial.